# Ulcera di Castellani
L'Ulcera di Castellani (detta anche ulcera micetoidea, ulcera del deserto, ulcera tropicale superficiale, ulcera tropicale plurima, ulcera tropicale ectimatoid e ulcera dell'oasi) è un'ulcera ad andamento cronico, unica o plurima, autoinoculabile; la sede di elezione è alla gamba; dovuta al Micrococcus mycetoides.
L'ulcera tropicale, è stata individuata da Aldo Castellani nel 1942; in precedenza la malattia era stata confusa con l'ulcera di Veldt.